# 1 Brygada Kawalerii Spahisów

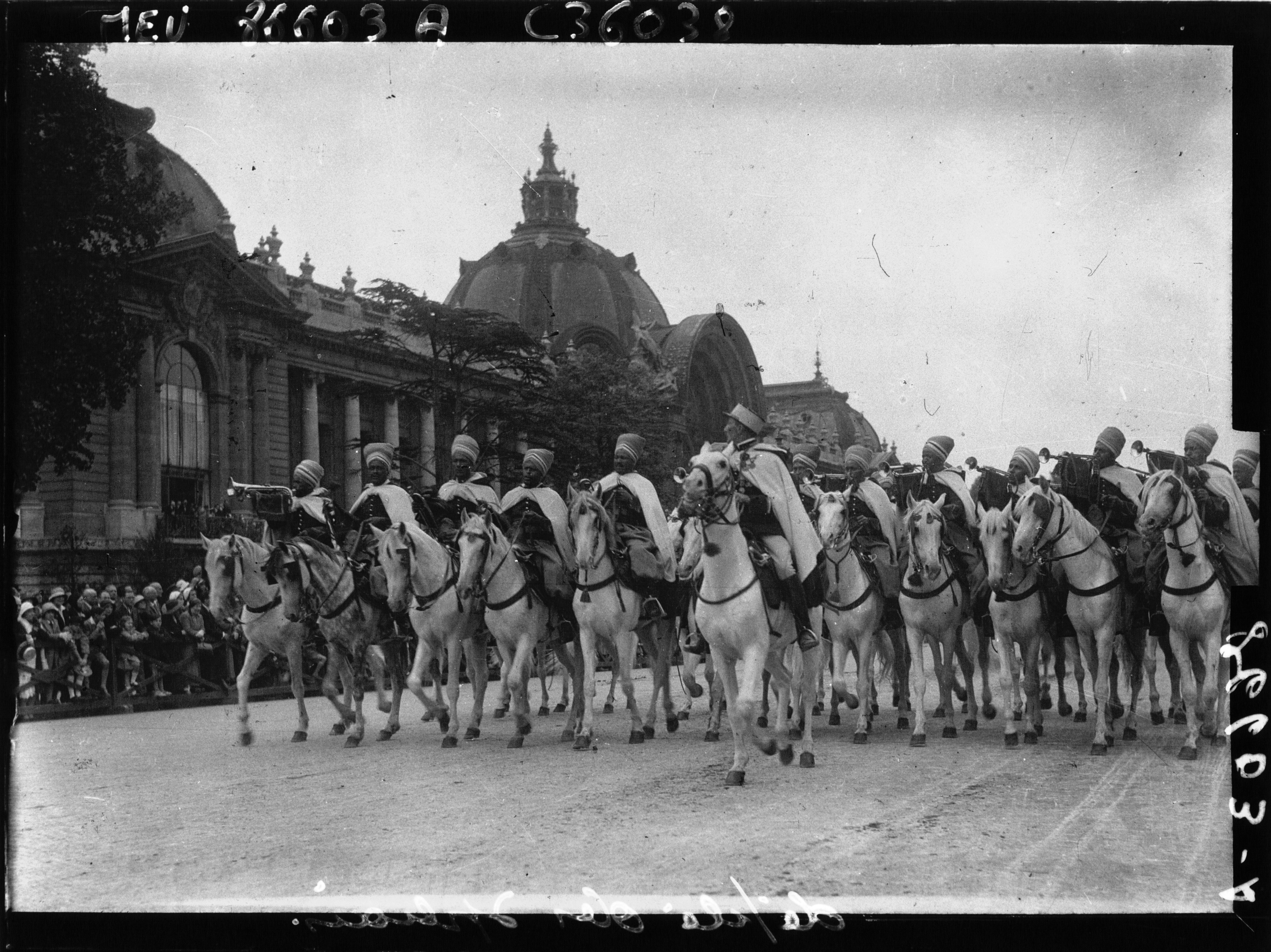
W 1931.

1 Brygada Kawalerii Spahisów – jedna z francuskich brygad kawalerii okresu II wojny światowej (kampanii francuskiej). W 1940 w składzie 3 Lekkiej Dywizji Kawalerii w 3 Armii. 10 maja 1940 stacjonowała w Soleuvre.

## Skład
- 4 pułk marokańskich spahisów,
- 6 pułk algierskich spahisów,
- inne służby.